# Acraea recaldana
Acraea recaldana är en fjärilsart som beskrevs av Suffert 1904. Acraea recaldana ingår i släktet Acraea och familjen praktfjärilar. Inga underarter finns listade i Catalogue of Life.